# Willy Zeyn junior
Wilhelm „Willy“ Zeyn (* 12. März 1907 in Kiel; † 17. Februar 1983) war ein deutscher Filmeditor und Filmproduzent.

## Leben und Werk
Willy Zeyn war der Sohn des Stummfilmregisseurs Willy Zeyn senior. Seine filmtechnische Ausbildung erhielt er im Berliner Kopierwerk Afifa. Ab 1928 war er Leiter der Kopierabteilung der Firma Eccentric Film.
Mit Beginn des Tonfilmzeitalters avancierte Zeyn zum Schnittmeister und war für den Filmschnitt aufwendiger Produktionen verantwortlich, wie z. B. der zweiteiligen Verfilmung des Romans Das indische Grabmal von Thea von Harbou Der Tiger von Eschnapur und der Fortsetzung Das indische Grabmal, deren Erstaufführung im Jahr 1938 war. 
Im Jahr 1948 gründete er die Willy Zeyn Film GmbH, in der er sowohl Geschäftsführer, Produzent und ab 1952 auch Herstellungsleiter war. Er produzierte Musikkomödien, Liebesfilme und mehrere Kriegsfilme, in denen die deutsche Wehrmacht und ihre Soldaten positiv und lediglich als fehlgeleitet dargestellt wurden.
Im Jahr 1960 löste Zeyn seine Firma auf. Er trat dann noch einige Zeit in den Dienst anderer Filmgesellschaften. Im Sommer 1970 zog er sich auf seinen Altersruhesitz im spanischen Benidorm zurück.

## Filmografie
Schnitt
| - 1930: Einbrecher - 1930: Liebling der Götter - 1931: Bomben auf Monte Carlo - 1932: Ein blonder Traum - 1932: F.P.1 antwortet nicht - 1933: Walzerkrieg - 1934: Rivalen der Luft - 1934: Die Freundin eines großen Mannes - 1934: Die Töchter ihrer Exzellenz - 1934: Die Insel - 1934: Lockvogel - 1935: Der alte und der junge König - 1935: Episode - 1936: Der Kaiser von Kalifornien | - 1936: Intermezzo - 1937: Condottieri - 1938: Der Tiger von Eschnapur - 1938: Das indische Grabmal - 1939: La canción de Aixa - 1939: Suspiros de España - 1939: Eine kleine Nachtmusik - 1940: Der Fuchs von Glenarvon - 1940: Traummusik - 1941: Mein Leben für Irland - 1941: Aufruhr im Damenstift - 1941: Alles für Gloria - 1941: Vom Schicksal verweht - 1944: Schicksal am Strom - 1944: Das war mein Leben |

Produktion oder Herstellungsleitung
| - 1949: Krach im Hinterhaus - 1950: Der Theodor im Fußballtor - 1951: Eva und der Frauenarzt - 1951: Hanna Amon - 1953: Der Kaplan von San Lorenzo - 1953: Straßenserenade - 1953: Ich und Du - 1954: Eine Frau von heute - 1954: Gitarren der Liebe - 1954: Hoheit lassen bitten - 1956: Santa Lucia - 1957: Siebenmal in der Woche - 1957: Der Stern von Afrika - 1957: Haie und kleine Fische - 1957: Träume von der Südsee | - 1958: Der lachende Vagabund - 1958: Das Mädchen mit den Katzenaugen - 1958: Ohne Dich kann ich nicht leben - 1959: Tausend Sterne leuchten - 1959: Das blaue Meer und Du - 1960: Strafbataillon 999 - 1960: Das hab’ ich in Paris gelernt - 1960: Division Brandenburg - 1961: Schlager-Revue 1962 - 1962: Marschier oder krepier (Marcia o crepa) - 1964: Wälsungenblut - 1965: Die Herren - 1965: Duell vor Sonnenuntergang - 1967: St. Pauli zwischen Nacht und Morgen - 1967: Die goldene Pille |